# Mike Beck
Mike Beck eller Mikael Beckman (født 1959) er en svensk filmskaber, der siden midten af 1990'erne har specialiseret i at producere og instruere hardcore-pornofilm.
Hans pornofilm er typisk meget velproducerede, med flot fotografering, mange special effects og masser af handling ind imellem sexscenerne. Desuden mærker man tydeligt, at Mike Beck er vild mede action, science fiction og horror, for mange af hans film er kærlige parodier på disse genrer. Der indgår også en del social satire rettet mod svensk hykleri.
Blandt Mike Becks hovedværker er Lustgården (2000), Vikingalegenden (2001), Ridskolan (2001), Farlig potens (2002), Iskallt begär (2002), Sex and Crime (2003), James Bond-parodien Jane Bomb (2004) og I vädurens tecken (2006). Sidstnævnte er en uofficiel fortsættelse til de danske Stjernetegns-film.
Uden for pornogenren har Mike Beck haft hovedrollen som den hallucinerende filmnørd i splatterkomedien Sex, lögner & videovåld (2000), hvor han bl.a. spiller over for Mel Brooks.

## Ekstern henvisning
- Mike Beck på Internet Movie Database (engelsk)
- Mike Beck på Svensk Filmdatabas (svensk)
- Mike Beck på The Movie Database (engelsk)